# 红河则水库
红河则水库是中国陕西省榆林市靖边县境内的一座水库，位于大理河上，建于1979年。水库正常库容为2200万立方米，集雨面积为78平方千米，海拔为153米。